# 크로스 채널
크로스 채널(CROSS†CHANNEL)은 2003년 9월 26일 FlyingShine에서 발매된 일본의 어드벤처 게임이다. 2004년 3월 18일에 플레이스테이션2 용으로 CROSS†CHANNEL~To all people~이라는 제목으로 KID 사에서 발매되었다.

## 스토리
주인공 쿠로스 타이치는 군조 학원 방송부 부원이며, 거기서 사귄 동료들과의 즐거운 시간을 보내고 있었다.
하지만 함께 시간을 보내는 가운데, 각각 마음에 일그러짐을 가진 멤버들 사이에는 균열이 생겨, 어느 순간을 경계로 그것은 결정적으로 깨져버리고, "방송부"는 단절되어 버린다.
타이치가 기사 회생을 해보고자 했던 합숙도 실패하고 마음이 뿔뿔이 흩어진 상태에서 도시로 돌아가는 방송부 부원들. 그러나 그런 그들을 맞이한 것은 생물의 존재가 사라지고, 상궤를 벗어나 조용해진 거리였다.
'세계에서 여덟 명뿐인 인류'가 된다는 비정상적인 상황에서 각각의 일그러짐을 노골적으로 드러내기 시작하는 부원들. 뿔뿔이 흩어진 마음은 계속 그들을 어긋나게 하였고, 더 이상 부활동을 할 수 있는 상태가 아니었으며, 부장인 미야스미 미사토만 유일하게 여름 방학의 과제인 라디오 방송용 안테나를 조립하는 활동을 하고 있는 상태였다.
그러던 어느 날, 우연히 마을에서 떨어진 사당에 있던 '노트'를 발견한 타이치는 인류가 존재하지 않는 세상이 일주일 단위로 반복되고 있는 것을 알아낸다.
닫힌 세계와 반복되는 일주일 중 타이치는 동료들과 만나서 부딪히고 화해해 나간다.
그 끝에서 그는 자신과 마주 보고 하나의 결단을 내린다.

## 등장인물
성우 표시는 PC판/PS2판
- 쿠로스 타이치(일본어: 黒須 太一)

본편의 주인공. 부모는 이미 안 계시고, '무츠미 씨"의 집에 식객생활을 하고 있다.
향락적인 성격으로, 엉뚱한 말과 행동으로 주위 사람들을 대한다. 자칭 에로 대왕. 백발과 고양이 같은 눈이 특징적인 미소년이지만, 왠지 자신의 외모를 못생겼다고 믿고 있으며, 깊은 콤플렉스가 있다. 고양이처럼 눈에 액막을 가진 타이치의 눈은 스토리가 진행됨에 따라 이야기의 핵심과 관련된 열쇠로 중요한 의미를 가진다.
적응 계수는 84. 학교에서 가장 심각한 소년. '피'에 약하고 피를 보면 비정상적인 흉폭성을 드러낸다. 또한 비정상적으로 감각(특히 타인이 해치려는 의도에 대해)이 예민하다. 아무도 다치게 하고 싶지 않기 때문에 '집단'보다는 '개인'적인 것을 선호하는 경향이 있고 자립(격리)한 타인을 "아름다운 것"이라는 왜곡된 애착을 품고 그것이 타락하고, 가치를 잃게 낙담과 분노, 흥분을 기억 미적 감각을 가진다. 한편 '보통'에 대해 강한 집착이 있고, 타인과의 관계를 추구 한면이있다. 다시 태어날한다면 우렁이 되어 아무것도 생각하지 않고 살고 싶다고 생각한다.
과거의 사건은 행동 원리가 이상한까지의 공격성을 가진 것이되어, 동시에 사람으로했다 "이성"을 임시 완전히 손실 또는 망각하고 현재의 개성은 하세쿠라 요코들에 의해 형성된 , 부록된 것에 지나지 않고, 사소한 계기 (타인으로부터의 공격, 악의적 피를 보는 등)에서 내면을 드러내 공격적인 욕망을 그대로 폭주 해 버린다. 감정과 이성이 극단에서 다른 사람에 대해 분석적으로 접하고있는면이있다. 타이치 자신 그런 자신을 혐오하고 "마음의 평온 '을 유지하기 위해, 또한 타인과의 평화로운 관계를 추구 항상 광 응답으로 광대를 연기하고있다.
그의 인격은 다면적이며, 복잡하고 이해하기 어렵다.
- 야마노베 미키(일본어: 山辺 美希)

성우:에노키즈 마오/노나카 카오리(PC판, PS2판 동일)
- 사쿠라 키리(일본어: 佐倉 霧)

성우:나카세 히나/사와노 레이카(PC판, PS2판 동일)
- 미야스미 미사토(일본어: 宮澄 見里)

성우:하토노 히나 / 오이카와 히토미(PC판, PS2판 동일)
- 키리하라 토오코(일본어: 桐原 冬子)

성우:쿠스노키 스즈네 / 나루미 에리카(PC판, PS2판 동일)
- 하세쿠라 요코(일본어: 支倉 曜子)

성우:코다마 사토미 / 코다마 사토미(PC판, PS2판 동일)
- 나나카(일본어: 七香)

성우:리타 / 하라이 리코(PC판, PS2판 동일)
- 시마 토모키(일본어: 島 友貴)

성우:우시히사 쿄야 / 야마구치 캇페이(PC판, PS2판 동일)
- 사쿠라바 히로시(일본어: 桜庭 浩)

성우:쥬몬지 하야토 / 야마자키 타쿠미
- 도지마 유사(일본어: 堂島 遊紗)

성우:우노세 슈카 / 東風たまこ(PC판, PS2판 동일)
- 신카와 유타카(일본어: 新川豊)

성우:마데라 츠카사 / 호리카와 료(PC판, PS2판 동일)